# Krenkerup
 For alternative betydninger, se Krænkerup.
Krenkerup er en gammel hovedgård, som nævnes første gang i 1330. Krenkerup blev kaldt Hardenberg fra 1815 til 1938. Gården ligger i Radsted Sogn, Musse Herred, Maribo Amt, Guldborgsund Kommune. Hovedbygningen er opført i 1490-1510 og ombygget i 1620-1631-1689-1780-1815.
Krenkerup Gods er på 3700 ha med Sæbyholm, Idalund, Rosenlund, Nørregård, Nielstrup (Guldborgsund Kommune) og Christiansdal.
På herregården findes desuden Krenkerup Bryggeri, der er et ølbryggeri, der har vundet flere priser.

## Ejere af Krenkerup
- (1381-1392) Mogens Gjøe
- (1392-1411) Axel Mogensen Gjøe
- (1411-1412) Oluf Axelsen Gjøe / Mogens Axelsen Gjøe / Karen Madsdatter Thott gift Gjøe
- (1412-1417) Oluf Axelsen Gjøe
- (1417-1427) Evert Moltke / Mathias Moltke
- (1427-1450) Mogens Axelsen Gjøe
- (1450-1506) Eskild Mogensen Gjøe
- (1506-1544) Mogens Gjøe
- (1544) Albrecht Mogensen Gjøe / Birgitte Mogensdatter Gjøe gift Trolle
- (1544-1558) Albrecht Mogensen Gjøe
- (1558-1566) Otto Albrechtsen Gjøe
- (1566-1594) Margrethe Albrechtsdatter Gjøe gift Brahe
- (1594-1610) Peder Jensen Brahe
- (1610-1613) Axel Pedersen Brahe
- (1613) Elisabeth Olufsdatter Rosensparre gift (1) Brahe (2) Rosenkrantz / Otto Pedersen Brahe
- (1613-1627) Elisabeth Olufsdatter Rosensparre gift (1) Brahe (2) Rosenkrantz
- (1627-1642) Palle Rosenkrantz
- (1642-1649) Lisbeth Jørgensdatter Lunge gift Rosenkrantz
- (1649-1660) Jørgen Pallesen Rosenkrantz
- (1660-1665) Mette Pallesdatter Rosenkrantz gift Rosenkrantz / Birgitte Pallesdatter Rosenkrantz gift Skeel / Johan Frandsen Rantzau / Jørgen Frandsen Rantzau / Palle Frandsen Rantzau
- (1665-1680) Christen Skeel / Johan Frandsen Rantzau / Jørgen Frandsen Rantzau / Palle Frandsen Rantzau
- (1680-1695) Jørgen Christensen Skeel
- (1695-1739) Benedicte Margrethe Brockdorff gift (1) Skeel (2) Reventlow
- (1739-1750) Conrad Ditlev greve Reventlow
- (1750-1759) Christian Ditlev greve Reventlow
- (1759-1793) Juliane Frederikke Christiane Christiansdatter komtesse Reventlow gift Hardenberg
- (1793-1840) Christian Heinrich August lensgreve Hardenberg-Reventlow
- (1840-1867) Ida Augusta Christiansdatter komtesse Hardenberg-Reventlow gift (1) Holck (2) Gersdorff (3) D`Almaforte
- (1867-1885) Carl Ludvig August Rudolph lensgreve Holck-Hardenberg-Reventlow
- (1885-1903) prinsesse Lucie Caroline Amalie Adelheid Henriette Georgine Wilhelmine af Schönaich-Carolath gift Haugwitz
- (1903-1921) Heinrich Bernhard Carl Paul Georg Curt lensgreve Haugwitz-Hardenberg-Reventlow
- (1921-1970) Heinrich Curt Ludwig Erdmann Georg lensgreve Haugwitz-Hardenberg-Reventlow
- (1970-2012) Rupert Gorm Reventlow-Grinling
- (2012-) Patrick Reventlow-Grinling [3]

- set fra vest
- dyrehave

- Wikimedia Commons har flere filer relateret til Krenkerup

## Spøgerier
Krenkerup skulle efter sigende være hjemsøgt af Palle Rosenkrantz og Benedickte Margrethe Brockdorff, som går under tilnavnet Nøglefruen.
Gårdens hvide dame er en jomfru, som til tider ses i gårdens kælder.